# Pflegeplanung
Mit Pflegeplanung wird in der professionellen Gesundheits- und Krankenpflege und der Altenpflege ein Abschnitt des Pflegeprozesses bezeichnet, der gemeinsam mit der Pflegedokumentation dazu beiträgt zielgerichtetes pflegerisches Handeln zu strukturieren, systematisch zu erfassen, durchzuführen und zu bewerten. Resultat der Pflegeplanung ist der schriftlich festgehaltene Pflegeplan, der die pflegerelevanten Informationen für die Durchführung pflegerischer Interventionen aller an der Pflege Beteiligten bereitstellt. Innerhalb der Pflegeplanung werden aufbauend auf dem individuell auf einen Pflegeempfänger abgestimmten Pflegebedarf Pflegeziele definiert sowie die zur Erreichung des angestrebten Pflegeresultats notwendigen Pflegemaßnahmen geplant und dokumentiert.

## Begriffsabgrenzung

Graphische Darstellung des Pflegeprozesses nach Fiechter/Meier

Die Pflegeplanung ist ein Instrument zur konkreten Umsetzung des Pflegeprozesses. Sie ermöglicht ein zielorientiertes, systematisches, strukturiertes und logisches Handeln und grenzt sich daher von der Laienpflege ab. Sie sowie ebenfalls die Pflegedokumentation werden im deutschsprachigen Pflegealltag häufig mit dem Pflegeprozess gleichgesetzt, dies lässt sich vor allem auf die fehlende Vermittlung pflegewissenschaftlicher und akademischer Grundlagen während und nach der Pflegeausbildung zurückführen. In der Grundsatzstellungnahme des Medizinischen Dienstes der Spitzenverbände der Krankenkassen wird festgestellt, dass aufgrund einer mangelhaften Vermittlung des Zusammenhangs zwischen Pflegeprozess und jeweiliger Pflegedokumentation in der pflegefachlichen Praxis angenommen wird, dass mit dem durch gesetzliche Vorgaben verpflichtende Ausfüllen des Dokumentationssystems der Pflegeprozess und damit auch die Pflegeplanung als solche stattfindet.

## Stellung der Pflegeplanung im Pflegeprozess
Die Pflegeplanung ist Teil der als Grundlage pflegerischen Handeln international etablierten Arbeitsmethode des Pflegeprozesses. Dieser ist ein abstrahiertes Verfahren zur Problemlösung und analytisches Handlungsmodell, basierend auf sich zyklisch wiederholenden und sich gegenseitig beeinflussenden Phasen. Der auch als Pflegeregelkreis bezeichnete Prozess basiert neben pflegewissenschaftlichen Arbeiten auf Erkenntnissen aus der Systemtheorie, der Kybernetik und der Entscheidungstheorie. Verbreitet sind Modelle mit vier, fünf oder sechs Phasen, die verwendeten Begriffe für die einzelnen Phasen sind nicht einheitlich, jedoch beinhalten alle Modelle den Schritt der Pflegeplanung. Die Planungsphase wird dabei nach der Informationssammlung oder Pflegeassessment und der Pflegediagnose beziehungsweise dem Erkennen von Ressourcen und Pflegeproblemen eingebettet. Die Pflegeplanung dient dabei als Handlungsgrundlage für den folgenden Schritt der pflegerischen Intervention, der eigentlichen Durchführung der Pflege.

## Tabellarischer Vergleich
In dem in Deutschland verbreiteten sechsphasigen Pflegeprozessmodell nach Fiechter und Meier wird die Pflegeplanung die Ermittlung der Pflegeziele und die Pflegeplanung nochmals aufgeteilt, nach Yura und Walsh hat diese Trennung jedoch keine Auswirkung auf das Pflegeresultat selbst. Aufgrund der Arbeiten Monika Krohwinkels, der schärferen Begriffsabgrenzung und der logischen Überlegenheit gewinnt das vierphasige Modell jedoch zunehmend Einfluss in der deutschsprachigen Pflege.
In einer Tabelle lässt sich die Position der Pflegeplanung in den verschiedenen Pflegeprozessmodellen vergleichen:
| Vier-Phasen-Modell                                   | Fünf-Phasen-Modell                         | Sechs-Phasen-Modell                                                 |
| ---------------------------------------------------- | ------------------------------------------ | ------------------------------------------------------------------- |
| Assessment (Informationssammlung und Pflegediagnose) | Assessment (Informationssammlung)          | Informationssammlung                                                |
| -                                                    | Diagnosis (Pflegediagnose)                 | Erkennen von Ressourcen und Pflegeproblemen (analog Pflegediagnose) |
| Planning (Pflegeplanung)                             | Planning (Pflegeplanung)                   | Festlegung der Ziele (erster Teil der Pflegeplanung)                |
| -                                                    | -                                          | Planung der Maßnahmen (zweiter Teil der Pflegeplanung)              |
| Implementation/Intervention (Durchführung)           | Implementation/Intervention (Durchführung) | Durchführung                                                        |
| Evaluation                                           | Evaluation                                 | Evaluation                                                          |

Für eine erfolgreiche Durchsetzung der Planung sind das anfängliche  Assessment zur Bestimmung der Vorgaben und die wiederholte  Evaluation  zur Rückmeldung aus dem Pflegeprozess entscheidend. Ohne die regelmäßige Korrektur der Planung setzt die Durchführung möglicherweise falsch ein und später veraltet die Planung mit dem Prozessfortschritt so, dass lediglich eine Neuplanung wieder eine gültige Arbeitsgrundlage für die Durchführung liefert. Soweit die Informationssammlung ohne Verzug der Durchführung folgt, kann dieses Auseinanderlaufen von Prozess und Plan durch fortschreitende Korrektur der Planung auf der Grundlage der Informationssammlung vermieden werden.

## Elemente der Pflegeplanung

### Pflegeziele
Im ersten Schritt des Pflegeprozesses, der Informationssammlung oder Assessment, werden alle verfügbaren pflegerelevanten Informationen erfasst, die dazu dienen den Pflegebedarf des Pflegeempfängers zu ermitteln. Hierzu gehören neben den sogenannten Stammdaten, der physische und psychische Zustand sowie die Lebensgewohnheiten des Pflegebedürftigen. Checklisten und verschiedene Pflegeassessmentinstrumente können eingesetzt werden, um weitere Daten zu erheben. Zusätzliche Informationsquellen sind beispielsweise Angaben der Angehörigen, vorangegangene Pflegeverlaufspläne, die medizinische Krankengeschichte und Beobachtungen anderer Berufsgruppen. Darauf aufbauend werden Pflegeprobleme sowie Ressourcen ermittelt und dokumentiert, um den Ist-Zustand festzustellen. Lebensbereiche, in denen keine pflegerische Intervention notwendig ist, haben dementsprechend keine Zielorientierung und werden in der Praxis nicht in die Pflegeplanung einbezogen. Ausgehend von den erkannten Pflegeproblemen werden vom Pflegebedürftigen selbst, der Pflegekraft oder auch Angehörigen Pflegeziele definiert, die sich an den Schwerpunkten der in der Anamnese ermittelten Pflegeprobleme orientieren und entsprechende Pflegeprioritäten festlegen. Diese Pflegeziele stellen den Soll-Zustand dar. Unterschieden werden kann dabei nach Fiechtner und Meier in Fernziele, die langfristig erreicht werden sollen und Nahziele, die in absehbarer Zeit erreicht werden können oder einen Teilschritt hin zu einem Fernziel darstellen können. Unabhängig von dieser Einteilung sollen alle Ziele so formuliert werden, dass sie ein realistisches, erreichbares und objektiv überprüfbares Pflegeergebnis beschreiben. Dies beinhaltet neben einer konkreten Beschreibung des Ziels die Setzung eines zeitlichen Rahmens für die Überprüfung der Zielerreichung. Inhalte eines Pflegeziels können beispielsweise das Verhalten, Können und Fähigkeiten, die Entwicklung sowie das Wissen des Pflegebedürftigen sein oder seinen körperlichen Zustand beziehungsweise messbare Veränderungen betreffen.
Beispiele für ein definiertes Pflegeziel nach dem in Deutschland verbreiteten Modell der fördernden Prozesspflege können sein:
- AEDL Sich pflegen: Frau M. wäscht sich in einer Woche das Gesicht selbst.
- AEDL Essen und trinken: Herr R. nimmt innerhalb eines Monats ein Kilogramm zu.
- AEDL Sich beschäftigen: Herr. K. möchte nach dem Umzug in seiner neuen Umgebung eine sinnvolle Beschäftigung finden.

### Pflegemaßnahmen
Zur Erreichung der festgelegten Pflegeziele planen Pflegekraft und Pflegebedürftiger gemeinsam die notwendigen konkreten Pflegemaßnahmen. Diese auch als Pflegeintervention bezeichneten Handlungen werden als die Anwendung pflegerischer und interpersoneller Fähigkeiten, die Unterrichtung und das Beraten des Pflegeempfängers sowie die Organisation und die Delegation der Arbeit definiert. Bei der Planung werden neben den Bedürfnissen und Ressourcen des Pflegebedürftigen und seiner Angehörigen auch die institutionellen Rahmenbedingungen wie Personalstand und Pflegemittel in Betracht gezogen. Die Formulierung der Maßnahmen muss präzise, eindeutig und verständlich sein, die Parameter Art, Qualität und zeitliche Abstände der Maßnahmen sind zu beschreiben; als Merksatz wird hier auch: „Wer, was, womit, wann, wie oft“ verwendet. Sofern Pflegestandards oder Expertenstandards definiert sind, reicht deren Angabe, sie ersetzen jedoch nicht die Verpflichtung zur individuellen Planung, sondern erleichtern die Planung von Maßnahmen im Rahmen häufig auftretender Pflegeprobleme. In Deutschland sind für die Beschreibung der Pflegemaßnahmen und die im Anschluss an die Durchführung erfolgende Dokumentation die Kurzbeschreibungen vollständige Übernahme (VÜ), teilweise Übernahme (TÜ), Unterstützung (U) sowie Beratung, Anleitung und Beaufsichtigung (BA) für die Angabe des Umfangs der Pflege üblich und entsprechen den zugrundeliegenden gesetzlichen Vorgaben.
Beispiele für Pflegemaßnahmen anhand der Pflegeziele:
- AEDL Sich pflegen: Anleitung zur Gesichtswäsche im Rahmen der morgendlichen Körperpflege um 7.30 Uhr durch die Pflegekraft.
- AEDL Essen und trinken: Bei allen Mahlzeiten in Absprache mit der Küche bevorzugte Speisen sowie zusätzliche Zwischenmahlzeiten um 15.00 und 22.00 Uhr vorbereiten und anbieten.
- AEDL Sich beschäftigen: Begleitung und Transport zur Seniorensportgruppe am Mittwoch um 16.00 Uhr und zum Seniorenfrühschoppen am Samstag um 10.30 Uhr durch den Zivildienstleistenden. Herr K. und Angehörige durch den Sozialdienst regelmäßig über zusätzlich stattfindende Angebote informieren.

Stimmt das Pflegeresultat bei der abschließenden Evaluation nicht mit der Zielvorgabe überein, werden die Gründe hierfür untersucht. Mögliche Gründe können eine lückenhafte Informationssammlung, eine Fehleinschätzung der Ausgangssituation oder des Pflegebedarfs, eine zu weite Setzung des Pflegeziels oder die Planung unangemessener Pflegemaßnahmen sein. Anschließend erfolgt eine Anpassung des Pflegeplans an die Ist-Situation, erreichte Pflegeziele verlieren Priorität, neu aufgetretene oder nicht erreichte Ziele werden formuliert und geplant.

### Vier Grundformen von Pflegeplänen
Bereits 1981 unterschieden die Schweizer Pflegewissenschaftlerinnen Verena Fiechter und Martha Maier in ihrem Klassiker Pflegeplanung didaktische von praktischen Pflegeplänen; außerdem differenzierten sie zwischen standardisierten und individuellen Pflegeplänen.
Die beiden Pionierinnen der Pflegeplanung im deutschsprachigen Raum nahmen noch keine Kombination dieser zwei Unterscheidungen vor. Dies geschah erst 1998, als Reinhard Lay ein Vier-Felder-Schema entwickelte: Vier Grundformen von Pflegeplänen.
|                | didaktisch | praktisch |
| -------------- | --- | --- |
| standardisiert | Standardisierter didaktischer Pflegeplan - zu Unterrichtszwecken erstellt - bezieht sich nicht auf ein bestimmtes Individuum, sondern auf eine Kategorie pflegebedürftiger Menschen Beispiele: Didaktische Pflegepläne zur Pflege sturzgefährdeter Menschen, Pflege Neugeborener, Pflege bei Diabetes mellitus, Pflege nach Schenkelhalsfraktur etc. | Standardisierter praktischer Pflegeplan - zur praktischen Pflege erstellt - bezieht sich nicht auf ein bestimmtes Individuum, sondern auf eine Kategorie pflegebedürftiger Menschen Beispiele: Pflegestandards, z. B. zur Mundpflege, zur Überwachung nach endoskopischen Untersuchungen, zur Gabe von Sondennahrung etc. |
| individuell    | Individueller didaktischer Pflegeplan - zu Unterrichtszwecken erstellt - bezieht sich auf ein fiktives Individuum, dessen konkrete Lebenssituation konstruiert und beschrieben wird Beispiel: Pflegeplan, der im Unterricht anhand eines konkreten Fallbeispiels erstellt wird                                                                       | Individueller praktischer Pflegeplan - zur praktischen Pflege erstellt - bezieht sich auf einen realen Klienten und wird in der Regel mit ihm zusammen erstellt Beispiele: Pflegeplan für einen konkreten Patienten im Krankenhaus oder für einen neuen Bewohner in einer stationären Altenpflegeeinrichtung              |

Vier-Felder-Schema Vier Grundformen von Pflegeplänen (Lay 1998).

### Aufbau eines individuellen praktischen Pflegeplans
Ein individueller praktischer Pflegeplan hat den Charakter einer Pflegeverordnung und ist für alle an der Pflege Beteiligten bindend. Im individuellen praktischen Pflegeplan werden die dem Assessment folgenden Phasen des Pflegeprozesses in schriftlicher oder virtueller Form aufbereitet, üblicherweise werden die ermittelten Pflegeprobleme, Fähigkeiten und Ressourcen, Pflegeziele, Pflegemaßnahmen und deren Überprüfung einander zugeordnet. Die Hinterlegung der Pflegeplanung als Pflegeplan dient einerseits der Sicherstellung fachlicher Kontinuität der Pflege im Verlauf und gewährt allen an der Pflege Beteiligten Zugang zu den nötigen Informationen um die Pflege praktisch durchzuführen. Der individuelle praktische Pflegeplan gilt als eines der zentralen Dokumente innerhalb pflegerischer Dokumentationssysteme, anhand dessen bei der Qualitätskontrolle (Evaluation) der Soll-/Ist-Zustand objektiv beurteilt werden und die erbrachte Leistung transparent dargestellt werden kann. Im Rahmen dieses Pflegeplans sollen alle durchgeführten Pflegemaßnahmen zeitnah und ortsnah mit Handzeichen oder Unterschrift der Pflegekraft dokumentiert werden. Werden Maßnahmen nicht durchgeführt, ist dies unter Angabe von Gründen ebenfalls zu dokumentieren. Dies dient der Nachvollziehbarkeit der Pflegeleistung. Hiermit wird rechtlichen Anforderungen Genüge getan, beziehungsweise wird die Pflegequalität auch im juristischen Sinne der Beweissicherung belegbar gemacht.
Beispiel: Typischer Aufbau eines individuellen praktischen Pflegeplans in vereinfachter Darstellung
| Probleme, Fähigkeiten und Ressourcen | Pflegeziele                                            | Pflegemaßnahmen                                                                                          | Evaluation           |
| --- | ------------------------------------------------------ | --- | -------------------- |
| Problem: Frau M. kann die Körperpflege nicht selbstständig durchführen. Fähigkeiten: Frau M. kann die rechte Hand uneingeschränkt benutzen. Ressourcen: Frau M. legt Wert auf ein gepflegtes Äußeres. | Frau M. wäscht sich in einer Woche das Gesicht selbst. | Anleitung zur Gesichtswäsche im Rahmen der morgendlichen Körperpflege um 7.30 Uhr durch die Pflegekraft. | Ziel wurde erreicht. |

### Formulierungshilfen zur Erstellung eines individuellen Pflegeplanes
In der Pflegepraxis bestehen mitunter Formulierungsschwierigkeiten bei der Pflegeplanung. Daher kommt es zu unvollständigen oder nicht aussagekräftigen Formulierungen in den Pflegeplänen.
Unterstützung können hier standardisierte Pflegeklassifikationen bieten. Sie haben Pflegeprobleme/Pflegediagnosen, Pflegeziele und/oder Pflegemaßnahmen klassifiziert.
Die bekanntesten Pflegeklassifikationssysteme im deutschsprachigen Raum sind nachfolgende:
- European Nursing Care Pathways (ENP) klassifiziert Pflegediagnosen, Pflegeziele und Pflegemaßnahmen[17].
- International Classification of Nursing Practice (ICNP) mit Hilfe der Begriffe der verschiedenen Achsen können sowohl Aussagen zur Pflegediagnosen, -outcome und -pflegemaßnahme durch die Pflegeperson postkombinatorisch entwickelt werden.
- Leistungserfassung von Pflegeleistungen (LEP) klassifiziert Pflegeleistungen
- North American Nursing Diagnoses Association (NANDA) klassifiziert Pflegediagnosen.[18]
- Nursing Outcomes Classification (NOC) klassifiziert pflegerische Outcomes[19]
- Nursing Interventions Classification (NIC) klassifiziert pflegerische Interventionen.[20]

Weltweit gibt es zahlreiche weitere Pflegeklassifikationssysteme, welche Pflegediagnosen, -ziele und Maßnahmen beschreiben und zur Pflegeprozessdokumentation eingesetzt werden könnten.

## Stellung anderer Berufsgruppen in Pflegeplanung und Dokumentation
Die Koordination und Absprache mit anderen Berufsgruppen, beispielsweise Ärzten, Logopäden oder Physiotherapeuten ist Bestandteil der pflegerischen Tätigkeit. Mit der Dokumentation des Pflegeprozesses bietet sie diesen Zugang zu den pflegerelevanten Informationen, Entscheidungen und Handlungen. Die jeweiligen Anordnungen wie die Verschreibung von Medikamenten oder Behandlungspflege sind jedoch nicht Teil der eigentlichen Pflegeplanung, sondern wird lediglich im Pflegedokumentationssystem oder dem Pflegeplan erfasst. Grundsätzlich soll den anderen Berufsgruppen der Zugang zur Dokumentation ermöglicht werden, damit sie die entsprechende Anordnungen selbstständig eintragen und abzeichnen und sich über den pflegerischen Verlauf einen Überblick verschaffen können oder eigene Beobachtungen, die einen Einfluss auf die Pflegemaßnahmen haben im Pflegeplan dokumentieren können. Typische Dokumente in diesem Zusammenhang sind beispielsweise die Fieberkurve, die von Pflegekräften und Ärzten zur Verlaufskontrolle der Vitalwerte verwendet werden oder die Wunddokumentation in der die angeordnete Wundbehandlung mit dem Arzt oder Wundmanager koordiniert werden kann.